# Culex roseni
Culex roseni är en tvåvingeart som beskrevs av John Nicholas Belkin 1962. Culex roseni ingår i släktet Culex och familjen stickmyggor. Inga underarter finns listade i Catalogue of Life.